# Церковь Святой Терезы (Джуба)
Церковь Святой Терезы в Джубе — римско-католическая церковь архиепархии Джубы. Находится в городе Джуба (Южный Судан). Служит резиденцией архиепископа Джубы. Построен в 1952 году. Во время гражданской войны в церкви укрылись 5000 человек.